# Labeobarbus johnstonii
Labeobarbus johnstonii és una espècie de peix pertanyent a la família dels ciprínids.

## Descripció
- Fa 32 cm de llargària màxima.
- Nombre de vèrtebres: 40-43.[2][3]

## Hàbitat
És un peix d'aigua dolça, potamòdrom, bentopelàgic i de clima tropical (8°S-15°S).

## Distribució geogràfica
Es troba a Àfrica: conca del llac Malawi a Malawi, Moçambic i Tanzània.

## Costums
Habita les zones costaneres del llac Malawi, però puja els rius que hi desguassen per reproduir-se.

## Observacions
És inofensiu per als humans.